# Petronella van Vliet
Petronella van Vliet   (Hilversum, 17 de gener de 1926 - Naarden, 4 de gener de 2006), més coneguda com a Nel van Vliet, va ser una nedadora neerlandesa que va competir durant la dècada de 1940.
Començà a nedat durant la Segona Guerra Mundial i el 1943 ja guanyà el primer rècord nacional dels 200 metres braça. Posteriorment guanyà el de 1946 i 1948.
El 1948 va prendre part en els Jocs Olímpics de Londres, on guanyà la medalla d'or en la competició dels 200 metres braça del programa de natació. En el seu palmarès també destaca una medalla d'or en els 200 metres braça del Campionat d'Europa de natació de 1947.
Entre el 1946 i 1949 va establir 18 rècords del món de braça. El 1973 fou incorporada a l'International Swimming Hall of Fame.